# Ietro

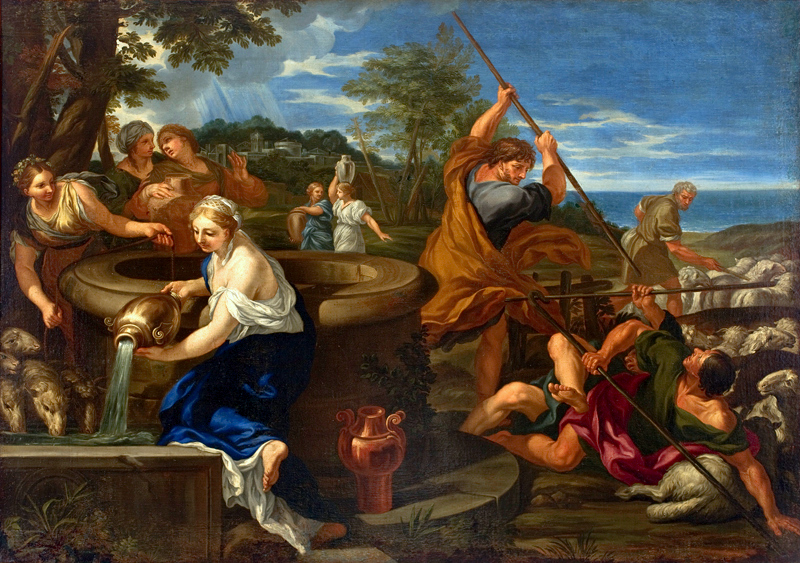
Mosè difende le figlie di Ietro

Ietro (ebraico: יִתְרוֹ, ebraico tiberiense Yiṯrô; che significa eccellenza) è un personaggio della Bibbia, in particolare dell'Esodo. Viene chiamato anche Reuel. Era suocero di Mosè.

## Caratteristiche
Ietro, il cui nome significa “eccellenza”, era il suocero di Mosè secondo la tradizione elohista, la più ricca di informazioni su questo personaggio discreto, chiamato incidentalmente anche Reuel (Raguel nel testo greco) molto probabilmente per un errore del copista. Facilmente lo stesso personaggio nella tradizione jahvista si chiama invece Obab.

## Sacerdote di Madian
Il libro dell'Esodo informa che fu un sacerdote madianita e lo presenta come il capo di una delle tribù di pastori nomadi che si spostavano lungo le rive del golfo di Aqaba (Esodo 2,16). Quando, dopo avere ucciso un persecutore dei suoi fratelli ebrei, Mosè fuggì dall'Egitto, venne accolto nel "paese di Madian" dall'ospitale Ietro che gli diede in moglie sua figlia Sefora (o Zippora) (Esodo 2,21). 
Mentre pascolava il gregge del suocero alle pendici dell'Oreb, Mosè udi la voce dell'Altissimo. Dal centro incombusto di un “roveto ardente” il Signore lo esortò a far ritorno in Egitto per intraprendervi la sua missione (Esodo 3,1-4,17). Ietro accettò generosamente la partenza del genero e quando questi si accampò nel deserto alla testa del suo popolo liberato dalla servitù dell'Egitto gli riportò la moglie con i due figli. Venuto a conoscere quello che "Dio aveva operato per Mosè e per Israele"... "seppe" che "il Signore è il più grande di tutti gli dei" e gli offri un olocausto e sacrifici (Esodo 18,1-12).

## Illuminato consigliere
Secondo la stessa tradizione fu anche illuminato consigliere politico di Mosè, prima di far ritorno al suo paese. Su consiglio di quel saggio ricco d'esperienza il legislatore d'Israele si decise a delegare a una gerarchia di "uomini capaci in tutto Israele" i poteri di "giudizio" e di direzione del popolo in tutte le circostanze in cui non venisse richiesta la sua autorità di giudice supremo. Il contesto dell'Esodo, allo stato attuale delle nostre conoscenze, ci consente di localizzare a Refidim questa visita di Ietro a Mosè. L'istituzione dei Giudici, legata a questo avvenimento, può essere fatta risalire più logicamente a un periodo successivo alla promulgazione della Legge mosaica e quindi delle norme le cui violazioni avrebbero dovuto essere giudicate (Esodo 18,13-27).

## Nell'Islam
Tra gli storici delle religioni viene talora identificato nel profeta arabo preislamico Shu'ayb (cfr. Corano 11:95), mentre tra gli islamici talaltra nel saggio Al-Khidr (che appare già anziano nella maturità di Mosè, cfr. Corano 18:59-81).